# Insurrección (canción)
«Insurrección» es una canción del grupo musical español El Último de la Fila, incluida en su álbum de estudio Enemigos de lo ajeno.

## Descripción
Compuesta, según Manolo García, su autor, en pocos minutos, se trata de uno de los temas más conocidos y emblemáticos del grupo. Contiene, a criterio de parte de la crítica musical, elementos de jangle pop y rumba catalana y ha sido considerado uno de los mayores hitos en la historia del pop español. En palabras del autor, la canción iba dirigida a su compañía discográfica y las injustas condiciones contractuales a las que ésta sometió el dúo.

## Repercusión
El tema ha sido clasificado por la revista Rolling Stone en el número 12 de las 200 mejores canciones del pop-rock español, según el ranking publicado en 2010.
Según el listado de los 50 mejores músicos de España publicado por el diario El País el 14 de febrero de 2014, el puesto número 20 que se concede a El Último de la Fila, se debe precisamente, entre otras, a esta canción.

## Versiones
En 2001, Manolo García interpreta una versión más lenta del tema junto a Miguel Ríos, que se incluye en el LP Miguel Ríos y las estrellas del rock latino.
El tema fue versionado en 2010 por el futbolista David Villa junto a la cantante Ana Torroja para una causa benéfica.
Está incluido en el repertorio del musical Escuela de calor (2013).
La canción fue interpretada por Pablo Puyol imitando a Manolo García en el Talent show Tu cara me suena emitido el 4 de diciembre de 2015.
Desde 2017 se usa como cabecera del programa ¿Dónde estabas entonces? emitido por LaSexta.
En 2018 Andreu Buenafuente y Berto Romero interpretaron el tema en los baños del teatro Lara de Madrid para el programa de la Cadena SER Nadie sabe nada.
El 8 de marzo de 2019 fue interpretado por Manolo García junto a Ana Belén en el programa Noche de encuentros de La 1 de TVE.

## Videoclip
El videoclip de la canción original fue producido por el programa de TVE La bola de cristal, que lo estrenó.